# Give
 (novembre 2023).
Si vous disposez d'ouvrages ou d'articles de référence ou si vous connaissez des sites web de qualité traitant du thème abordé ici, merci de compléter l'article en donnant les références utiles à sa vérifiabilité et en les liant à la section « Notes et références ».
Albums de Balkan Beat Box
Blue Eyed Black Boy
(2010)
Give est le quatrième album studio du groupe Balkan Beat Box.

## Liste des morceaux
1. Intro (Taste of Where I'm From)
2. Part of the Glory
3. Political Fuck
4. Money
5. Suki Muki
6. Porno Clown
7. Minimal
8. Urge to be Violent
9. Look like you
10. What a Night
11. Enemy in Economy
12. No Man's Land

## Musiciens invités
- Yaron Ouzana : trombone
- Itamar Ziegler : guitare, basse
- Beno Hendler : basse
- Ron Bunker : guitare
- Tom Darom : voix
- The Baby Voice Orchestra of PT City : voix
- Moran : voix
- Jovica Ajdarevic : trompette scratch